# 아시가라촌
아시가라촌(일본어: 足柄村)은 일본 시즈오카현의 북동의 슨토군에 있던 촌이다. 1955년에 오야마정과 합병해, 오야마정의 일부가 되었다.

## 역사
- 1889년 4월 1일 - 슨토군 아사가라촌, 스가누마촌 조합이 성립하였다.
- 1912년 8월 1일 - 로쿠고촌, 스가누마촌이 합병에 의해 조합이 해산되었다.
- 1947년 9월 15일 - 아시가라역이 개업
- 1955년 4월 1일 - 오야마정에 편입해 폐지되었다.

## 교통
- 일본국유철도
  - 고텐바선

현재는 구촌 지역 내에 도메이 자동차도가 지나고 있고 아시가라 휴게소가 위치해 있지만, 합병 당시에는 미개통 상태였다.